# Bufoniceps laungwalaensis
Bufoniceps laungwalaensis is een hagedis uit de familie agamen (Agamidae).

## Naam en indeling
De wetenschappelijke naam van de soort werd voor het eerst voorgesteld door Ramesh Chandra Sharma in 1978. Oorspronkelijk werd de naam Phrynocephalus laungwalaensis gebruikt. De hagedis werd lange tijd tot de paddenkopagamen uit het geslacht Phrynocephalus gerekend. De soort werd door Edwin Nicholas Arnold in 1992 aan het geslacht Bufoniceps toegewezen en is tegenwoordig de enige vertegenwoordiger van deze monotypische groep.
De wetenschappelijke geslachtsnaam Bufoniceps betekent letterlijk vertaald 'paddenkop' (bufo = pad, caput = hoofd). Deze naam slaat op de stompe kop met duidelijk uitpuilende ogen, net als een pad. De soortaanduiding laungwalaensis betekent vrij vertaald 'wonend in Laungwala' en verwijst naar de typelocatie Laungwala. De wetenschappelijke soortnaam is verscheidene malen verkeerd gespeld in publicaties, zoals laungwal()ensis of laungawal()ensis.

## Uiterlijke kenmerken
De agame heeft een zanderige lichaamskleur en een onregelmatig patroon van lichtere en donkere vlekjes op het lijf zodat het dier nagenoeg onzichtbaar is op de natuurlijke ondergrond. De kop is relatief groot en stomp, de staart is juist verhoudingsgewijs erg kort.

## Levenswijze
De hagedis is overdag actief en bodembewonend. Bufoniceps laungwalaensis jaagt actief op prooien en eet voornamelijk insecten zoals kevers en mieren. De hagedis kan zich snel ingraven in het zand bij gevaar, ook als het te warm is wordt in een hol geschuild. De vrouwtjes zetten eieren af die ze begraven in holletjes. Vijanden zijn vogels maar ook andere hagedissen zoals de franjeteen Acanthodactylus cantoris.

## Verspreiding en habitat
Bufoniceps laungwalaensis komt voor in delen van Azië en leeft endemisch in de Tharwoestijn. De agame komt voor in de landen India (in de districten Rajasthan en Jaisalmer) en in Pakistan (in de deelstaat Sind). Het is een bewoner van droge, zanderige streken zoals zandduinen in woestijnachtige streken.